# زواج ماريا براون (فلم)
زواج ماريا براون (بالألمانية: Die Ehe der Maria Braun) فيلم دراما للمخرج الألماني راينر فاسبيندر (1945-1982)، إنتاج ألمانيا الغربية 1979، بطولة الألمانية هانا شيجولا. وهو أول ثلاثية المخرج فاسبندر، وتلاه فيلم لولا 1981، ثم أخيرا فيلم فيرونيكا فوس 1981.

## طاقم التمثيل
- هانا شيجولا: ماريا براون
- كلاوس لويتش[الإنجليزية]: هرمان براون
- إيفان ديسني: كارل اوزوالد
- جزيلا أوهلن[الإنجليزية]: الام
- إليزابيث ترزينار[الإنجليزية]: بيتى كلينزى
- غوتفريد يوحنا: ويلى كلينزى
- هارك بوم: سينكينبيرج
- جورج بيرد: بيل
- كلاوس هولم: الطبيب
- غونتر لامبريشت: هانز فيتزل
- أنطون شايرزنار: الجد[4]

## الكتابة والإنتاج الأولي
بدأت فكرة فيلم زواج ماريا براون بعد تعاون المخرج فاسبيندر مع ألكسندر كلوج في عمل تلفزيوني  تحت عنوان زواج والدينا Die Ehen unserer Eltern، والذي سبقه نجاح حققه فيلم من أفلام المقتطفات (وهو نوع فرعي من الأفلام التي تتكون من عدة أفلام قصيرة مختلفة، غالبًا ما يتم ربطها معًا بموضوع واحد)، تحت عنوان ألمانيا في الخريف. كتب المخرج فاسبيندر مسودة سيناريو فيلم زواج ماريا براون وسلمه في صيف 1977، لبيتر مارثيشايمر، وفي أغسطس 1977 تم تكليف اثنين من أساتذة التربية وعلم النفس لتنقيح السيناريو. كان على من يتصدى لكتابة سيناريو لفيلم للمخرج راينر فاسبيندر، أن يقتدي بسيناريوهات، وأفلام فاسبيندر السابقة لتكون الكتابة موافقة لفكر واتجاه المخرج. لم يقم فاسبيندر بتعديلات كبيرة بعد اطلاعه على الشكل الأخير للسيناريو، فقط قام بتعديل بعض مشاهد الحوار، وقام أيضا بتغيير نهاية الفيلم، فبدلا من موت بطلة الفيلم ماريا في حادث سيارة، جعلها تموت في انفجار غاز وترك للمشاهد أن يخمن هل ماتت بطريق الخطأ، أم انتحرت.
منتج الفيلم مايكل فنجلر من شركة الباتروس للإنتاج السينيمائي، كان يخطط لتصوير الفيلم في النصف الأول من عام 1978، لارتباط فاسبيندر بفيلم آخر في يونيو 1978، ولكن ذلك لم يتم لانشغال فاسبيندر في جدال طويل حول عرضه المسرحي المسمى القمامة والمدينة والموت، طار بعدها إلى باريس لعمل آخر. كان مايكل فنجلر يحلم بنجمة دولية للفيلم، وليس ممثلة ألمانية، ولهذا ذهب بصحبة فاسبيندر لعرض البطولة على رومي شنايدر، ولكن لم يتم التعاقد معها لإدمانها للخمر في تلك الفترة، ولجأ فاسبيندر للألمانية هانا شيجولا. وعن البطولة الرجالية فقد عرض فاسبيندر البطولة على الفرنسي إيف مونتان ولكن لم يتم الإتفاق، لأن فاسبيندر أراد أن يمثل مونتان دور رجل الصناعة وعشيق ماريا، بينما كان مونتان يفضل دور الزوج.

## الإنتاج
منذ البداية كان تمويل الفيلم غير مستقر، فقد مولت شركة الباتروس بمبلغ 42500 مارك ألماني، ومولت إذاعة غرب ألمانيا بمبلغ 566000 مارك، ومجلس الأفلام الفيدرالي الألماني قدم 400000 مارك، وموزع الفيلم عرض 150000 مارك. لم يكن هذا التمويل كافيًا، مما دعى فنجلر لإشراك شركة أفلام تريو للإشتراك في التمويل. كان فنجلر قد وعد شركة فاسبندر المسماة أفلام تانجو بحصة من أرباح الفيلم تبلغ 50%، ولكن بدخول عدد كبير من الممولين لم يعد هناك سوى 15% لشركة فاسبيندر. وحدثت مشاكل ودعاوي قضائية
```
بين فاسبندر وفنجلر، استمرت حتى وفاة فاسبندر عام 1982. بدأ تصوير الفيلم 1978 وكان على فاسبيندر أن يصور المشاهد صباحا ليعمل في سيناريو عمله التالى مساءأ، ذلك جعله يطلب جرعات كبيرة من (الكوكايين) زوده بها مدير الإنتاج، والممثل بيتر بيرلنج الذي أفاد أن تكلفة كميات الكوكايين كان يتم تحميلها على مصاريف الإنتاج بمعرفة فنجلر، وهذا سبب ارتفاع تكاليف الإنتاج. في شهر فبراير 1978 كانت مصاريف الإنتاج بلغت مليون وسبعمائة ألف مارك، ولم يكن فاسبندر قد شرع في تصوير أغلى مشهدين في الفيلم وهي مشاهد الانفجارات، وعرف أيضا فاسبيندر ما فعله فنجلر من الإفراط في بيع حقوق الفيلم، ولهذا أحس بأنه مخدوع ومصدوم، وقرر أن يتولى هو مهام المنتج المساعد، كما فصل معظم العاملين من طاقم الفيلم، وأنهى التصوير في فبراير لينطلق إلى برلين. وصف المؤرخ وكاتب السير الذاتية توماس الساسير تلك الفترة بأنها أقل أوقات السعادة في حياة فاسبندر، وأنها كانت أكثر الفترات التي أدت إلى تحطيم الفنان الشاب.
```

## توزيع الفيلم واستقباله

### نزول الفيلم إلى الأسواق
عمل المخرج عرض خاص لفيلمه زواج ماريا براون حضره موزعي الأفلام، وكان عرض ناجح جدا مما دعى المنتج والموزع اكيلكامب مالك شركة أفلام تريو بدفع مبلغ 473.000 مارك لتغطية ديون الإنتاج ويصبح المالك الوحيد لحقوق الفيلم، كما عقد اتفاق مع الشركة الأمريكية يونايتد أرتست للتوزيع في الولايات المتحدة، للاستعداد لمشاركة الفيلم في مهرجان برلين السينمائي الدولي 1979، بدأ اكيلكامب حملة تسويق للفيلم ونزوله لدور العرض في مارس 1979، وتم الكتابة عن الفيلم بمجلة دير شتيرن الألمانية أسبوعيا وعلى مدى ثلاثة شهور. كان العرض الأول للفيلم في 20 فبراير 1979 خلال مهرجان برلين السينمائي الدولي التاسع والعشرين، وفازت هانا شيجولا بجائزة الدب الفضي لأفضل ممثلة، والتي لم ترضي فاسبيندر الذي توقع فوزها بجائزة الدب الذهبي.

### استقبال النقاد للفيلم
أشاد النقاد بالفيلم وأجمعوا على أن الفيلم تميز بجودته فنيا، وجاذبيته جماهيريا. وكتب هانز كريستوف بلومبرجفي Hans-Christoph Blumenberg الصحفية الأسبوعية دايت ذايت Die Zeit، أن الفيلم هو أكثر أفلام فاسبندر جماهيرية ونضجا. كما كتبت كارينا نيهوف Karena Niehoff في الصحيفة اليومية الألمانية زود دويتشه تسايتونج أن الفيلم ساحر وممتع، وهو فنيا غير عادي، مليء بالأحداث والمفاجآت، في نفس الصحيفة  أشاد الكاتب جوتفريد ناب Gottfried Knapp ببطلة الفيلم هانا شيجولا حيث قال إن المخرج أعطاها فرصة رائعة لعرض موهبتها في التمثيل، وأن شخصيتها وعواطفها وسحرها وطاقتها كان لها تأثير هائل. وصف دافيد دنبي في المجلة الأسبوعية الأمريكية النيويوركر هانا شيجولا بأنها تقاطع فريد بين  مارلين ديتريش، وجين هارلو. نافست بطلة الفيلم هانا شيجولا للحصول على مركز الوصيفة في مسابقة أفضل ممثلة للجمعية الوطنية الأمريكية لنقاد السينما، ولكنها خسرت أمام الأمريكية سالي فيلد في فيلم الدراما الأمريكي نورما راى Norma Rae 1979. وقال المخرج الفرنسي العالمي فرانسوا تروفو، وفي حوار مع مجلة السينما الفرنسية (كييه دو سينيما Cahiers du cinéma) إن المخرج فاسبندر في هذا الفيلم خرج من برجه العاجي، وقدم عمل يحتوي الصفات الملحمية والشعرية، متأثرا بالمخرج الفرنسي جودار، والكاتب المسرحي الألماني بريخت، ونستطيع أن نلمس نظرته إلى الرجال والنساء بنفس القدر من الولع.  كما كتب الناقد السينمائي الفرنسي جان دي بارونشيلي Jean de Baroncelli في صحيفة لوموند الفرنسية، أن الفيلم يقدم لماريا براون بساطة مشرقة كرمز لألمانيا، فهى شخصية ترتدي ثياب براقة ومكلفة، لكنها فقدت روحها. وأضاف الناقد السينمائي روجر إيبرت الفيلم إلى قائمة أفلامه الرائعة.

### النجاح التجاري وما بعده
لم يحقق الفيلم نجاحًا ماليًا فحسب، بل كان أيضًا نجاحًا تجاريًا، فمنذ نزوله إلى دور العرض وحتى أكتوبر 1979، بِيعت أكثر من 900.000 تذكرة في ألمانيا الغربية، وعُرض لمدة تصل إلى 20 أسبوعًا في بعض دور العرض. حقق الفيلم أكثر من 3 ملايين دولار في ألمانيا الغربية وحدها، وفي نفس عام صدوره، تم التفاوض على صفقات توزيع في 25 دولة. لم يتقدم الفيلم لجوائز الأوسكار1979 لأفضل فيلم بلغة أجنبية، ولكنه بعد عام تقريبًا تم ترشيحه  لجائزة جولدن جلوب  لأفضل فيلم بلغة أجنبية، ولكن المخرج الألمانى فولكر شلوندورف انتزع الجائزة بفيلمه الرائع طبلة الصفيح.
عزز النجاح التجاري لهذا الفيلم، الموقف التفاوضي للمخرج فاسبندر لأفلامه التالية، فقد استطاع الحصول على تمويل لمشروع فيلم عن قصة كوكايين للروائي الإيطالي بتجريللى الصادرة 1920، كما استطاع الحصول على زيادة في تمويل مشروعة الضخم برلين ألكسندر بلاتز (14 جزء عن ألمانيا في العشرينات من القرن الماضي)، كما أعرب العديد من منتجي الأفلام التجارية الألمانية عن اهتمامهم بالعمل مع فاسبندر، وأعلن المنتج الألماني لويجى والدلايثنر عن موافقته على إنتاج فيلم فاسبندر ليللي مارليين من بطولة نفس بطلة فيلم زواج ماريا براون الألمانية هانا شيجولا، أما المنتج هورست وندلاندنت فقد قرر تمويل الفيلمين لولا وفيرونيك فوس. نظرا لأن فنجلر أفرط في بيع حقوق الفيلم، فقد أصبح إيكيلكامب المالك الوحيد لجميع الحقوق، ومع ذلك فقد أرسل إيكيلكامب شيكا بمبلغ 70000 مارك لاسترضاء فاسبندر، وبعد وفاته في يونيو 1982، قامت امه والوريثة ليزيلوت ادار بإعادة إحياء الادعاءات ولكن إيكيلكامب رفض وطلب في عام 1986 الكشف عن المستندات المالية الخاصة بمؤسسة فاسبندر. وحدثت إجراءات قانونية كثيرة بين ورثة فاسبندر وشركة أفلام تريو ومالكها إيكيلكامب، واليوم كل حقوق ملكية أفلام فاسبندر هي ملك لشركته فقط.

## وصلات خارجية
- مقالات تستعمل روابط فنية بلا صلة مع ويكي بيانات